# Ronald Lloyd Bailey
Ronald Lloyd Bailey (* 21. Februar 1959 in Detroit, Michigan) ist ein US-amerikanischer Serienvergewaltiger und zweifacher Mörder.

## Leben
Ronald Lloyd Bailey wuchs in einem Elternhaus auf, in dem er nie mit seinen Eltern zurechtkam. Sein Vater kümmerte sich kaum um seine Erziehung, galt als streng und distanziert, und seine dominante Mutter warnte ihn vor dem Umgang mit Mädchen. Als Junge wurde Bailey eigenen Angaben nach von einem älteren Mann sexuell missbraucht, auch soll er, wenn man ebenfalls seinen Angaben Glauben schenken will, in der dritten Klasse eine homosexuelle Beziehung zu einem anderen älteren Jungen gepflegt haben.
Sein Strafregister begann sich 1972 zu füllen, als er im Alter von 13 Jahren in der Kleinstadt Farmington einen zwölfjährigen Jungen auf dessen Fahrrad überredete mit ihm zu kommen, und ihn gegen seinen Willen unsittlich berührt zu haben. Als Konsequenz seines Handelns wurde er zur psychiatrischen Behandlung ins Hawthorn Center nach Northville geschickt, eine Klinik für psychisch abnorme Kinder und Jugendliche. Doch die Kurzzeittherapie brachte nicht das erhoffte Resultat. Im September 1973 entführte er einen 15-jährigen, ebenfalls auf seinem Fahrrad unterwegs befindlichen Jungen, fesselte ihn und vergewaltigte ihn. Der Junge überlebte und konnte entkommen. Nachdem es ihm gelang, am 12. Juni 1974, wiederum einen 12 Jahre alten Jungen zu entführen und zu missbrauchen, wurde er erneut ins Hawthorn Center eingewiesen. Hier avancierte Bailey rasch zu einem Vorzeigepatienten, der mit seinen 14 Jahren sogar eine heterosexuelle Beziehung zu einer 24 Jahre alten Krankenschwester unterhielt.
Dennoch fiel er nach seiner Freilassung in sein altes kriminelles Muster zurück. Im Mai 1975 fiel der 16-Jährige über einen 12-Jährigen her und würgte ihn, nachdem er ihn missbraucht hatte, fast zu Tode.
Dieses Mal landete er vor dem Jugendgericht, das ihn zu einem Aufenthalt in einer Erziehungsanstalt für straffällig gewordene Jugendliche verurteilte. Hier wurde er jedoch rasch erneut ins Hawthorn Center geschickt. Als man ihn dabei erwischte, wie er einen anderen Jungen streichelte, gelang ihm kurzzeitig die Flucht. Er wurde jedoch wieder eingefangen und in ein psychiatrisches Krankenhaus eingeliefert. In den kommenden drei Jahren sollte er zum einen Patient des Krankenhauses wie auch der Erziehungsanstalt sein. Dennoch gelang es ihm mit Erfolg die High School abzuschließen.
1977 gab José Tombo, Baileys behandelnder Psychiater, eine positive Bewertung ab. Obwohl er sich wieder einem jüngeren Patienten unsittlich näherte, und er Bailey auch dabei erwischte, Drogen zu nehmen, empfahl Tombo die Freilassung Baileys, und ihn mit psychiatrischer Supervision einen Arbeitsdienst verrichten zu lassen.
Nach seiner Freilassung zog Bailey zusammen mit einem Freund im Jahr 1980 nach Florida, wo er von Februar 1980 bis Mai 1983 in einem Geschäft Autoreifen verkaufte. Hier sprach er in dieser Zeit immer wieder Jungen zwischen 12 und 14 Jahren zwischen Hernando Beach und Daytona Beach an, die er überreden konnte, mit ihm zu kommen. Nachdem er sie missbraucht hatte, würgte er sie mit einem Ledergürtel oder anderen Gegenständen oft bis zur Bewusstlosigkeit. Eine genaue Anzahl konnte Bailey später selbst nicht nennen. Erst als er im Frühsommer 1983 einen Jungen aufforderte, mit ihm Sex zu haben und dieser mit Erfolg die Polizei zu Bailey führen konnte, wurde er erneut festgenommen. Doch da es nur bei einer Verwarnung vonseiten der Beamten blieb, die von den Vorfällen in Michigan nichts wussten, wurde Bailey wieder auf freien Fuß gesetzt.
Er verließ Florida und kehrte nach Michigan zurück, wo er in Detroit Arbeit in einer Fabrik gefunden hatte, die Kaffee produzierte. Erneut fiel er im Ballungsraum Detroit über einige minderjährige Jungen her.
Am 16. Juli 1984 forderte die Serie an Vergewaltigungen das erste der beiden Todesopfer Baileys, als er den 14 Jahre alten Kenneth Myers entführte, unter Drogen setzte, missbrauchte und danach die Strangulation so fest durchführte, dass der Junge starb. Die Tat konnte Bailey jedoch erst 14 Monate später, im September 1985, nachgewiesen werden.
Am 31. August 1985, einem Samstag, wollte er mit einem Arbeitskollegen Fischen gehen. Als dieser wie auch seine Freundin, die nichts vom Doppelleben ihres Freundes wusste, absagen mussten, begann er frustriert mit seinem Jeep Renegade in der Gegend ziellos herum zu fahren. In Brighton, einem Vorort von Detroit, fiel ihm bei einem Gemischtwarenladen der 13-jährige Shawn Moore auf, der mit dem Fahrrad unterwegs war, und gerade seine Limonade trank. Mit einem Messer zwang er um 15:45 Uhr den Jungen, der wieder auf dem Weg nach Hause war, in sein Auto und fuhr mit ihm zu einer abgelegenen Hütte in Gladwin County, die der Familie seiner Freundin gehörte. Hier verbrachte Shawn beinahe 24 Stunden in Gefangenschaft eines Mannes, der Abendessen kochte, und dem Jungen anbot, Drogen zu nehmen.
Am nächsten Morgen, am Nachmittag des 1. September 1985, kam es zum sexuellen Missbrauch und zu bei Bailey standardisierten Würgen seines Opfers. Wie im Fall Kenneth Myers überlebte Shawn Moore diese Tortur jedoch nicht. Bailey geriet in Schock und nach einer weiteren Nacht, in der er neben Shawns Leichnam lag, vergrub er ihn unter einer Laubdecke im Wald.
Die Entführung von Shawn Moore wurde von einem Augenzeugen beobachtet, der die Polizei Details über das Aussehen des Entführers, aber auch das betreffende Fahrzeug liefern konnte. Am 3. September wurde das FBI eingeschaltet, da Entführungen Aufgabe der Bundesbehörde waren. Dank des von den Profilern erstellten Profils wurde bald Ronald Bailey als möglicher Täter identifiziert. Auch ein Hinweis eines seiner Arbeitskollegen war hilfreich, der gesehen hatte, wie Bailey zwei Tage nach der Entführung seinen Jeep akribisch genau gesäubert habe. Ein weiterer Hinweis kam am 10. September von einem Polizisten, der auf die kriminelle Vergangenheit Baileys hindeutete. Bailey wurde aufs Polizeirevier gebracht, doch der Zeuge von Shawns Entführung konnte bei einer Gegenüberstellung Bailey nicht als möglichen Täter nennen. Die Polizei musste Bailey zunächst wieder gehen lassen. Bailey wurde danach von der Polizei observiert, dennoch gelang es ihm am 11. September einen Inlandsflug nach Orlando, Florida, zu nehmen.
Am 13. September 1985, gegen 10:30 Uhr vormittags, zwei Wochen nach der Entführung und Ermordung von Shawn Moore wurde dessen Leichnam von Spaziergängern gefunden. In der rund 4 Kilometer entfernten Hütte stießen die Ermittler auf Spuren, die von Shawn aber auch Ronald Lloyd Bailey stammten. Sofort wurde ein Haftbefehl erlassen.
Bailey hatte sich in ein Sumpfgebiet in Marion County, Florida, zurückgezogen, wo er in einer unmöblierten Hütte Unterschlupf gefunden hatte. Nachdem 200 Bundes- und Landespolizisten das Sumpfgebiet durchsucht hatten, wurde er am 14. September 1985 festgenommen.
Der Prozess gegen Bailey fand im Herbst 1986 statt, am 1. Oktober fanden ihn die Geschworenen schuldig des Vergehens der Entführung und Mord. Am 30. Oktober verurteilte ihn der Richter wegen Mordes zu lebenslanger Haftstrafe; wegen der Entführung zu weiteren 65 bis 100 Jahren Freiheitsentzug. Wenige Tage später, im November 1986, wurde der Prozess wegen der Ermordung von Kenneth Myers im Jahr 1984 eröffnet. Am 4. Dezember 1986 wurde er zu weiteren 60 bis 90 Jahren Haft verurteilt.
Ronald Lloyd Bailey sitzt heute als Gefangener in der Bellamy Creek Correctional Facility in Ionia ein.